# Comté de Jõgeva
Le comté de Jõgeva (en estonien Jõgeva maakond) est l'un des 15 comtés d'Estonie. Il est situé à l'Est du pays, bordé par le lac Peïpous. Il entoure la petite ville de Jõgeva.

## Géographie
Il s'étend sur 2 603,83 km2 et a 36 406 habitants.
Avec 37 525 habitants (janvier 2006), il représentait un peu moins de 3 % de la population du pays.
Les comtés voisins sont le comté de Viru-Est au nord-est, le comté de Viru-Ouest au nord, le comté de Järva au nord-ouest, le comté de Viljandi au sud-ouest et enfin le comté de Tartu au sud.
La Vooremaa (et), située dans la partie centrale du comté de Jõgeva, est une zone paysagère avec de grands ruisseaux s'étendant du nord-ouest au sud-est.
Son point culminant est le mont Laius (et) (144 m). À la limite nord-est de Vooremaa, autour de Sadala et Torma, se trouvent de grandes collines.
À la limite sud-est de Vooremaa, autour de Sõuru, se trouve le mont Toljanes mäed et à son ouest le marais d'Endla.
La majeure partie du territoire du comté de Jõgeva se situe dans le bassin de la rivière Emajõgi. Dans la partie ouest du comté coule le cours moyen de la rivière Põltsamaa, un affluent gauche de l'Emajõgi, dans la partie centrale la rivière Pedja coule sur environ 95 km et à Vooremaa se trouve le cours supérieur de la rivière Amme. Parmi les rivières les plus longues du comté figurent les rivières Kullavere et Mustvee qui se jettent dans le lac Peipous.
La superficie totale des petits lacs du comté est de 17,6 km² (près de 0,7 % du territoire total).
Dans la partie centrale de Vooremaa, il s'agit des lacs Kuremaa järv, Kaarepere Pikkjärv et Prossa järv, dans la partie sud Elistvere järv, Kaiavere järv, Raigastvere järv et Saadjärv. Le système lacustre de Jõemõisa-Kaiu (et) et le lac Saare järv se trouvent à proximité de Sõõru.
Le lac Endla järv est situé dans le marais d'Endla.

## Population

### Évolution démographique
| 2018   | 2019   | 2020   | 2021   |
| ------ | ------ | ------ | ------ |
| 29 119 | 28 734 | 28 442 | 28 082 |

| 2022   | 2023   | - | - |
| ------ | ------ | - | - |
| 27 857 | 27 739 | - | - |

### Composition  ethnique
Selon le recensement de 2011, le comté de Jõgeva comptait 31 376 habitants, dont 28 624 (91,2 %) étaient des Estoniens, 2 190 (7,0 %) des Russes et 543 (1,7 %) d'autres ethnies.

## Subdivisions administratives

### Depuis 2017
Depuis 2017, le comté de Jõgeva est subdivisé trois municipalités rurales (vallad).
| Rang | Municipalité         | Type   | Population (2018) | Superficie km2 | Densité | Carte |
| ---- | -------------------- | ------ | ----------------- | -------------- | ------- | ----- |
| 1    | Commune de Jõgeva    | Rurale | 13 889            | 1 038          | 13.4    |       |
| 2    | Commune de Mustvee   | Rurale | 5 643             | 615            | 9.2     |       |
| 3    | Commune de Põltsamaa | Rurale | 10 012            | 891            | 11.2    |       |

### Avant 2017

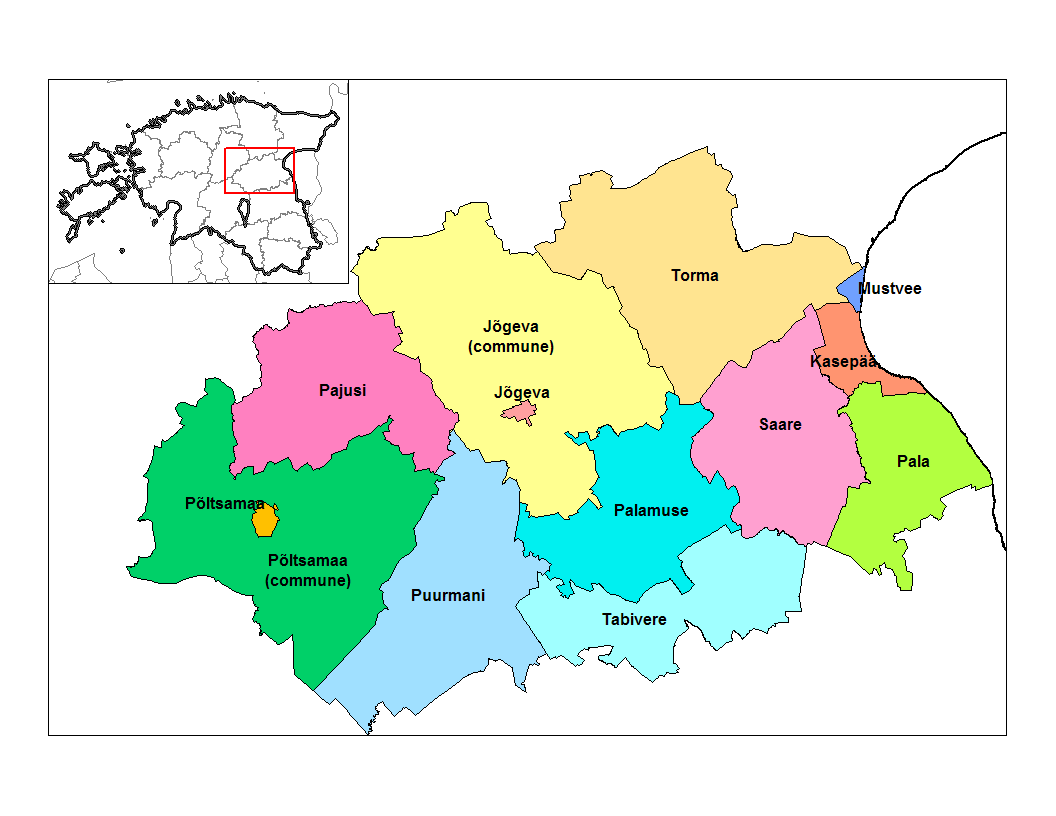
Carte du Jõgevamaa avec les noms des municipalités

Avant la reforme de 2017, le comté était subdivisé en 13 municipalités, dont 3 villes
Municipalités urbaines (linn)
- Jõgeva
- Mustvee
- Põltsamaa

Municipalités rurales (vallad)
- Jõgeva
- Kasepää
- Pajusi
- Pala
- Palamuse
- Puurmani
- Põltsamaa
- Saare
- Tabivere
- Torma

## Galerie

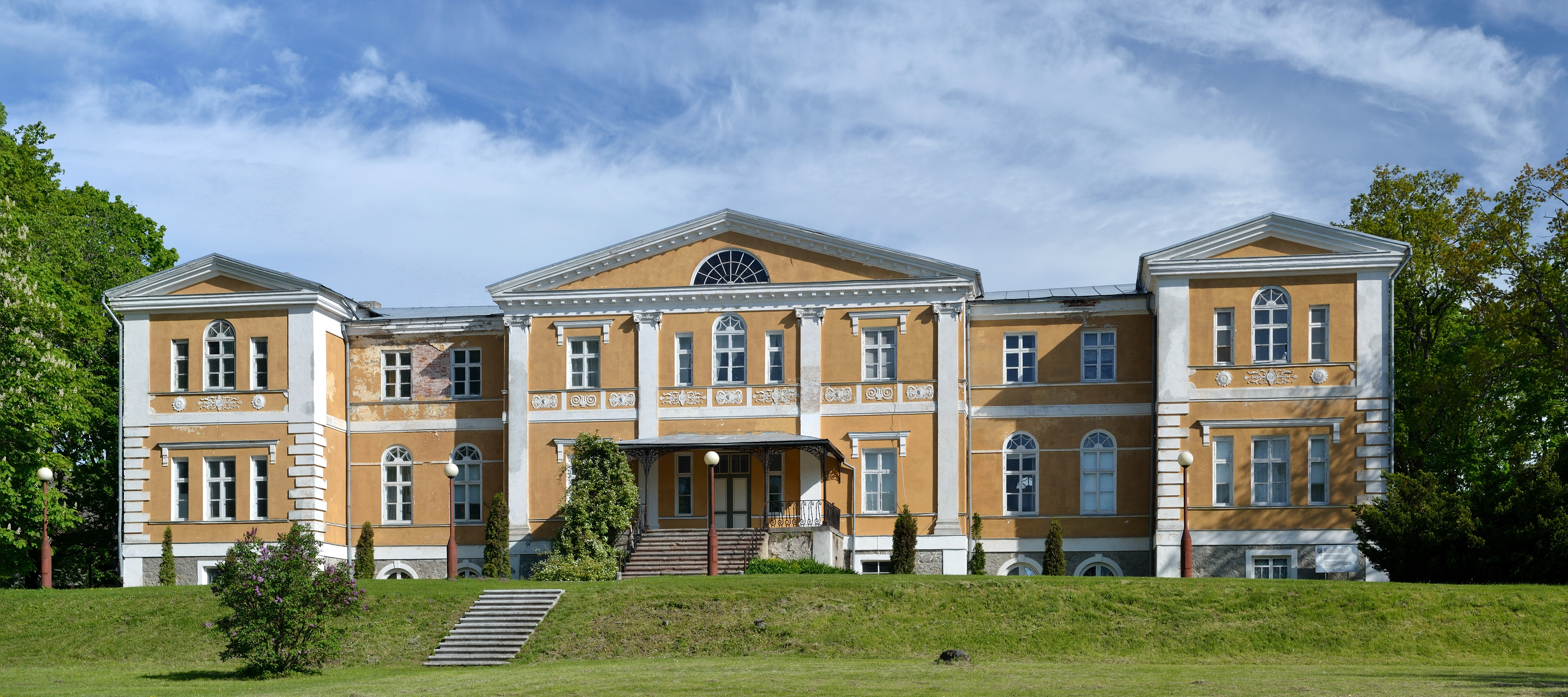
Manoir de Kuremaa
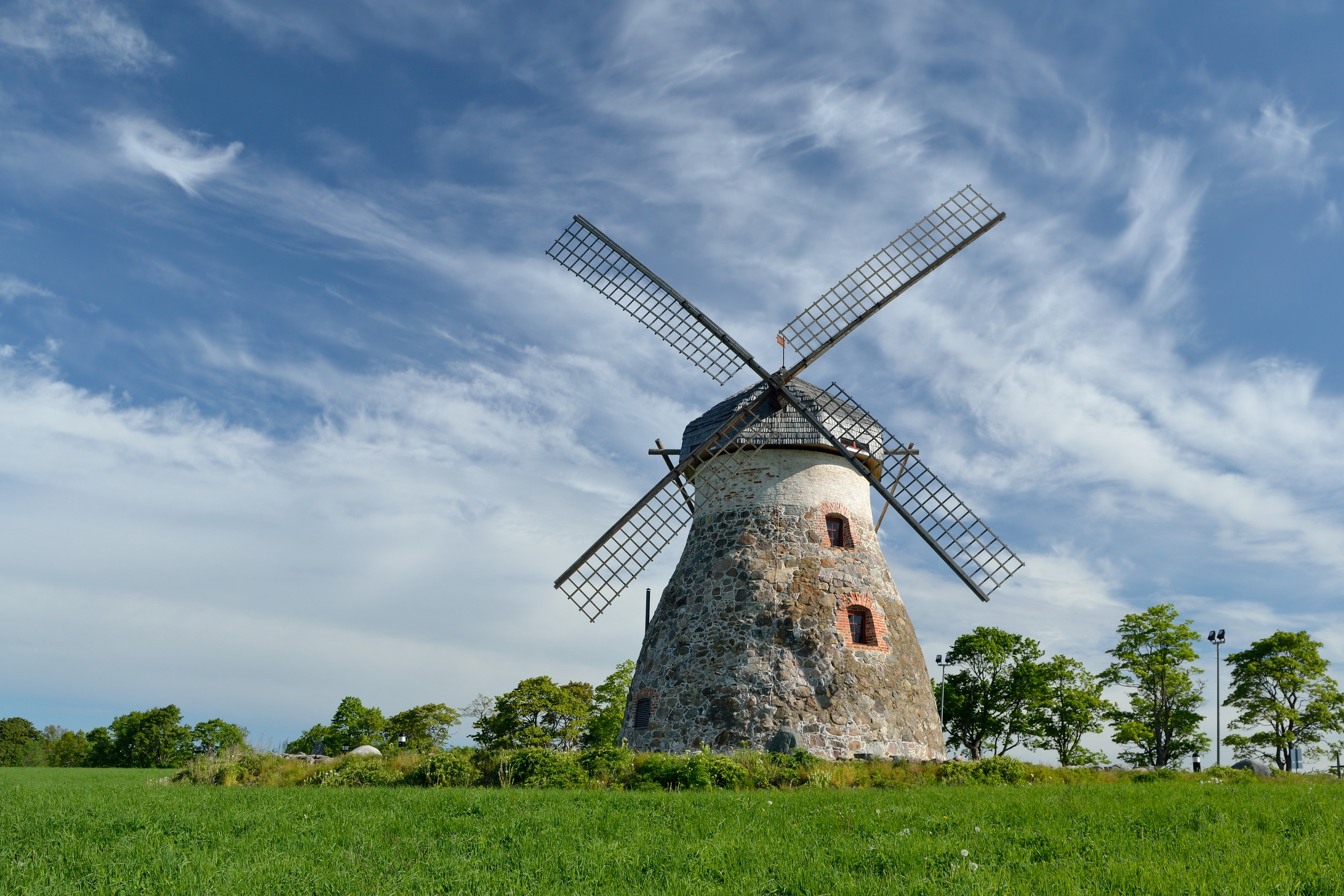
Moulin du manoir de Kuremaa
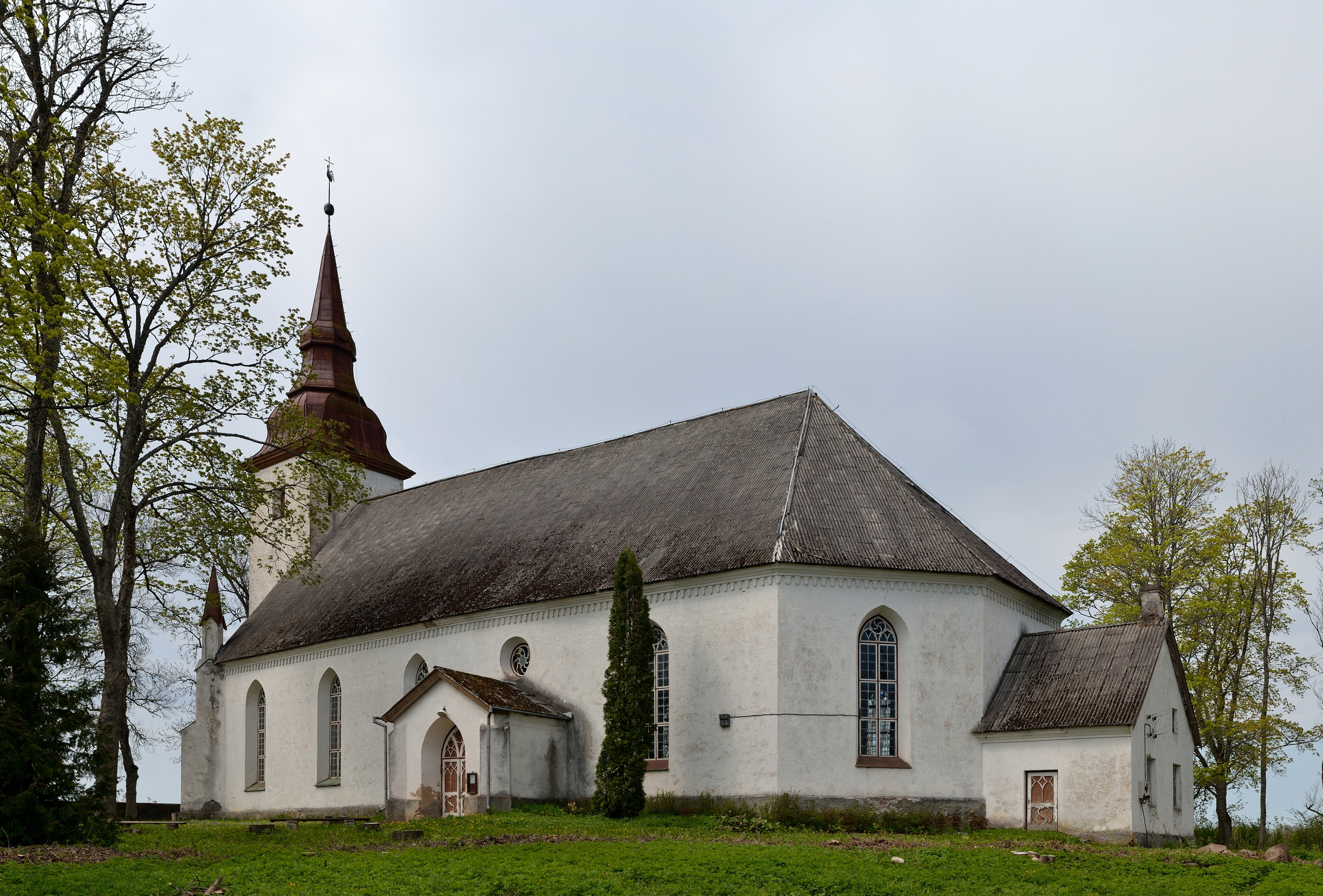
Église de Torma.
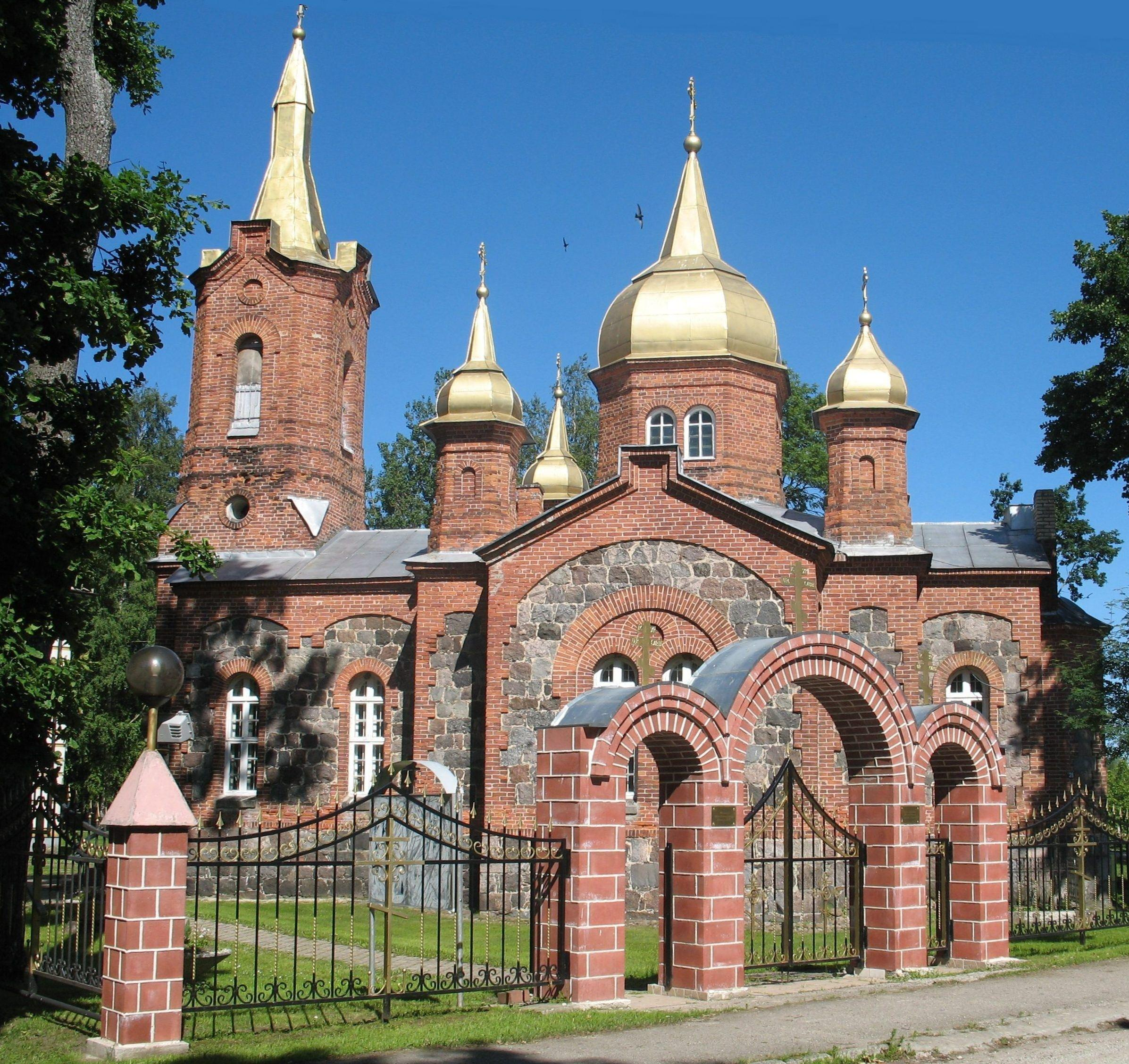
Église de Mustvee.

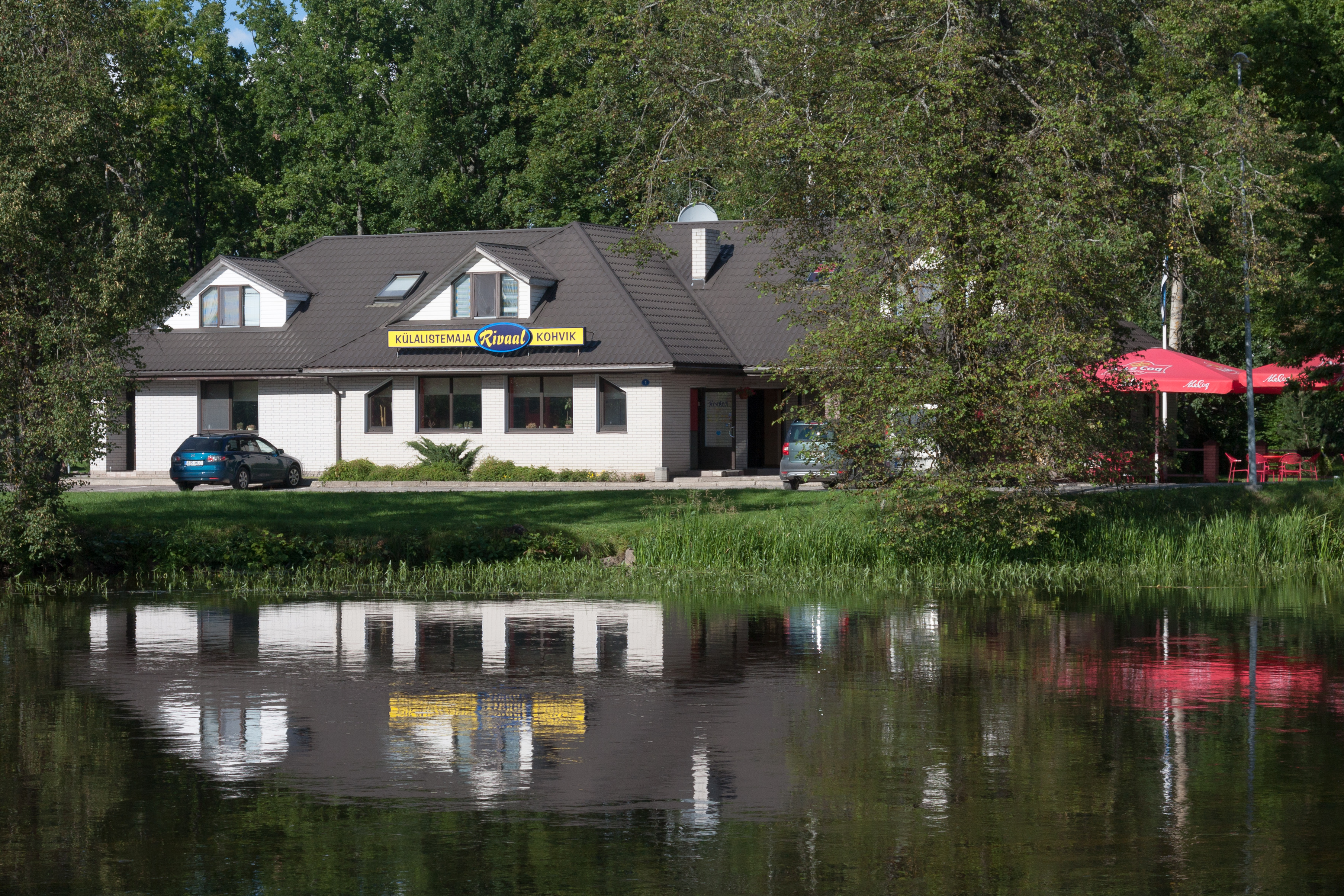
Café à Põltsamaa.
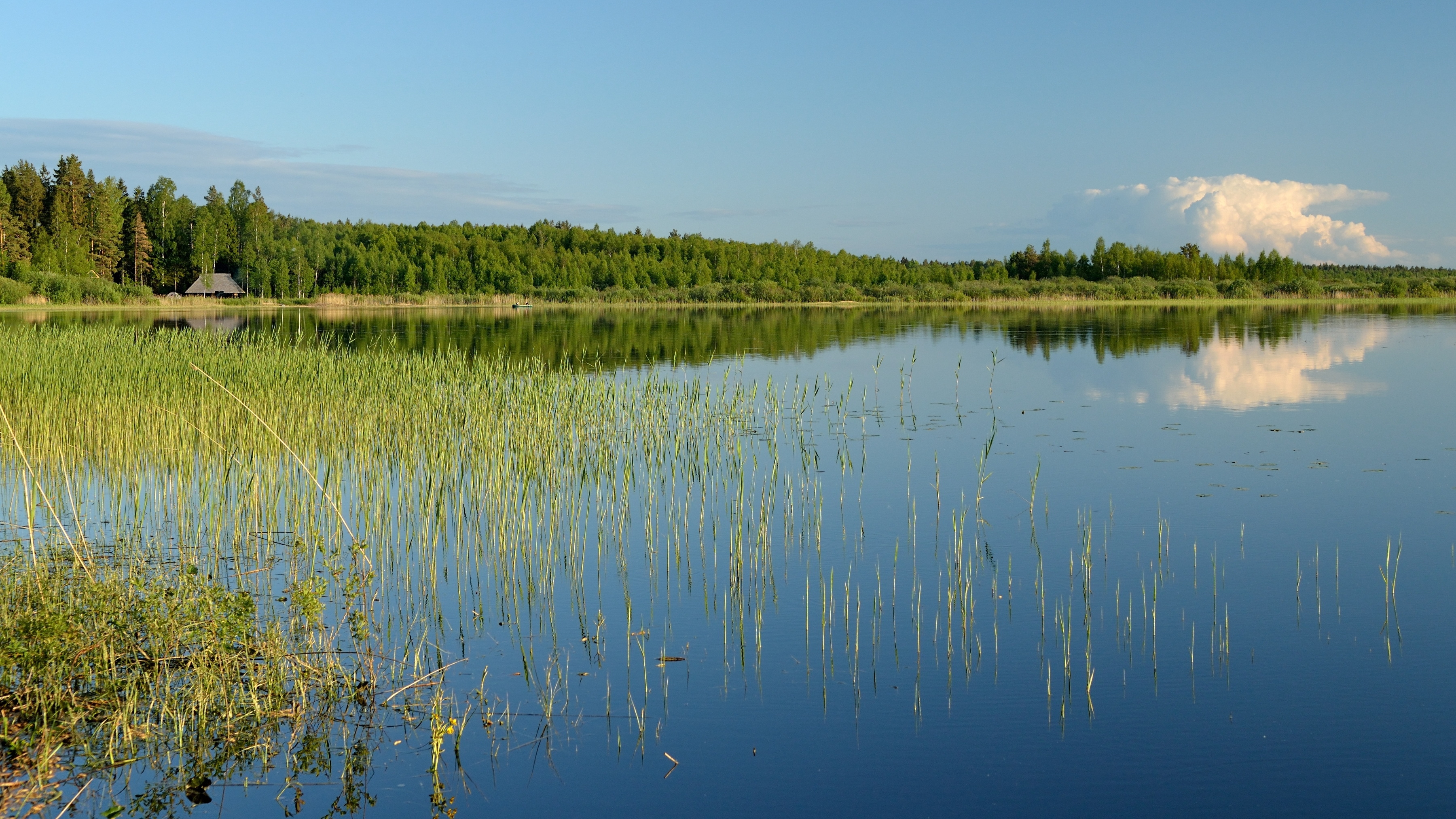
Lac Kaiu
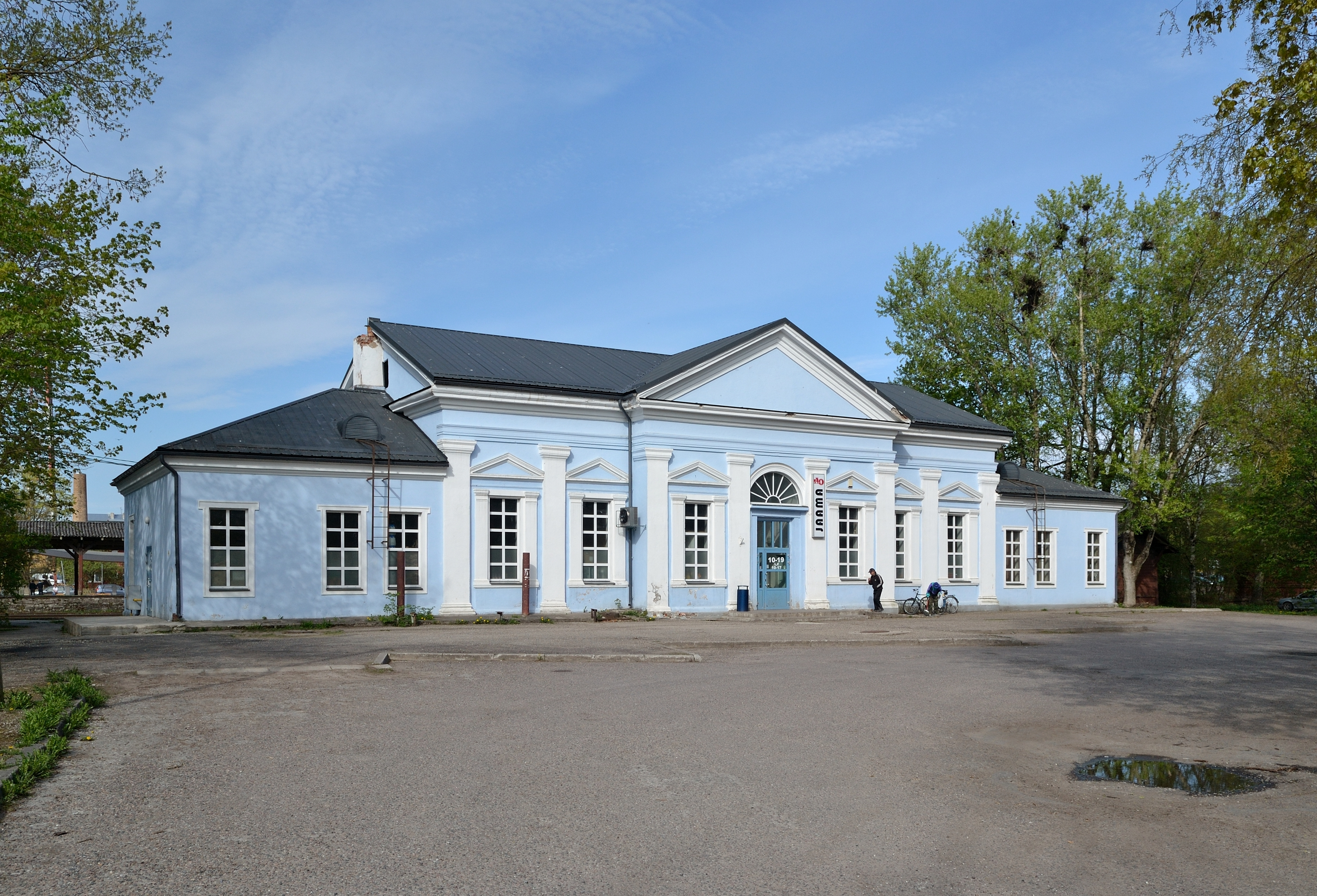
La gare de Jõgeva
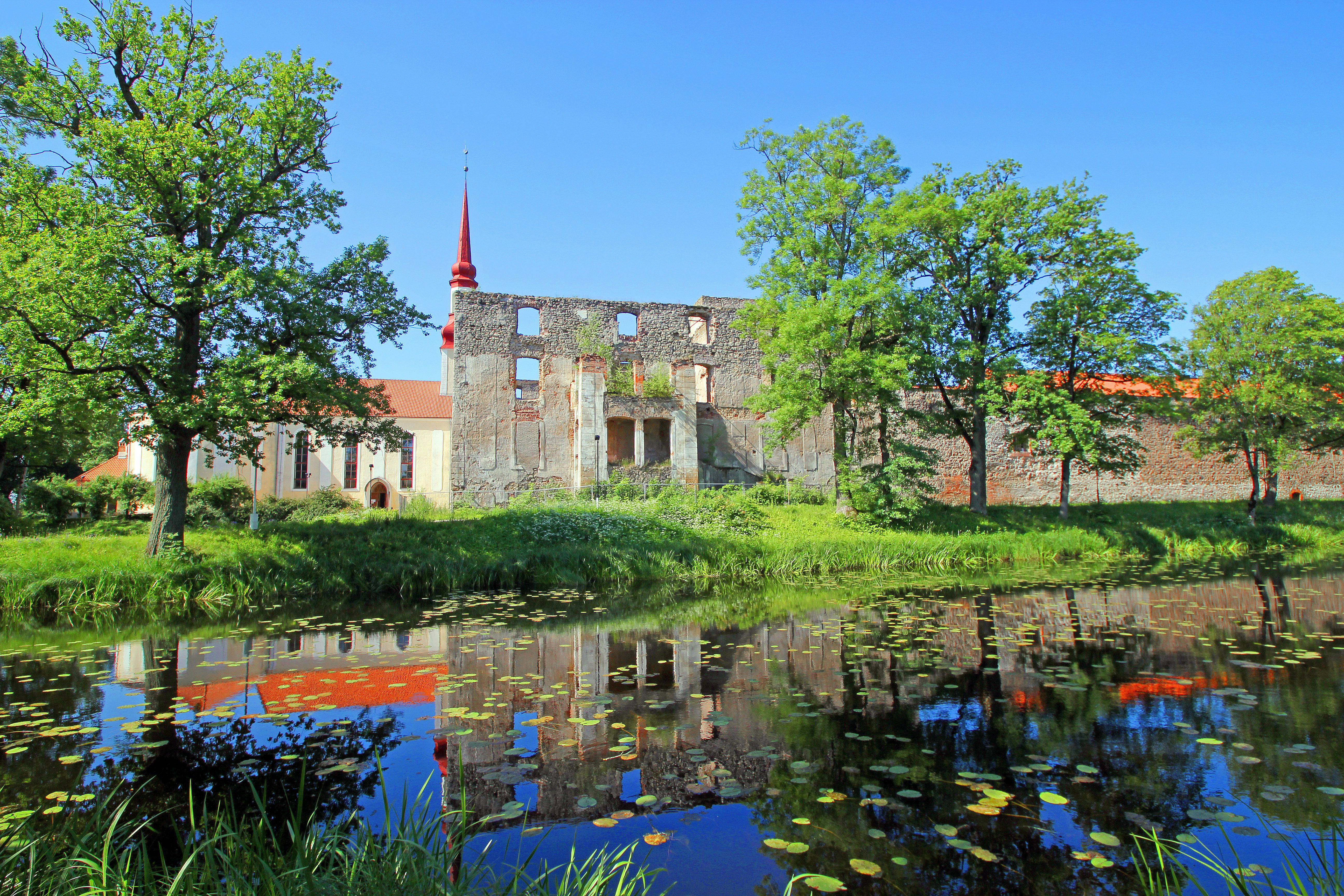
Château de Põltsamaa.